# C-2 그레이하운드

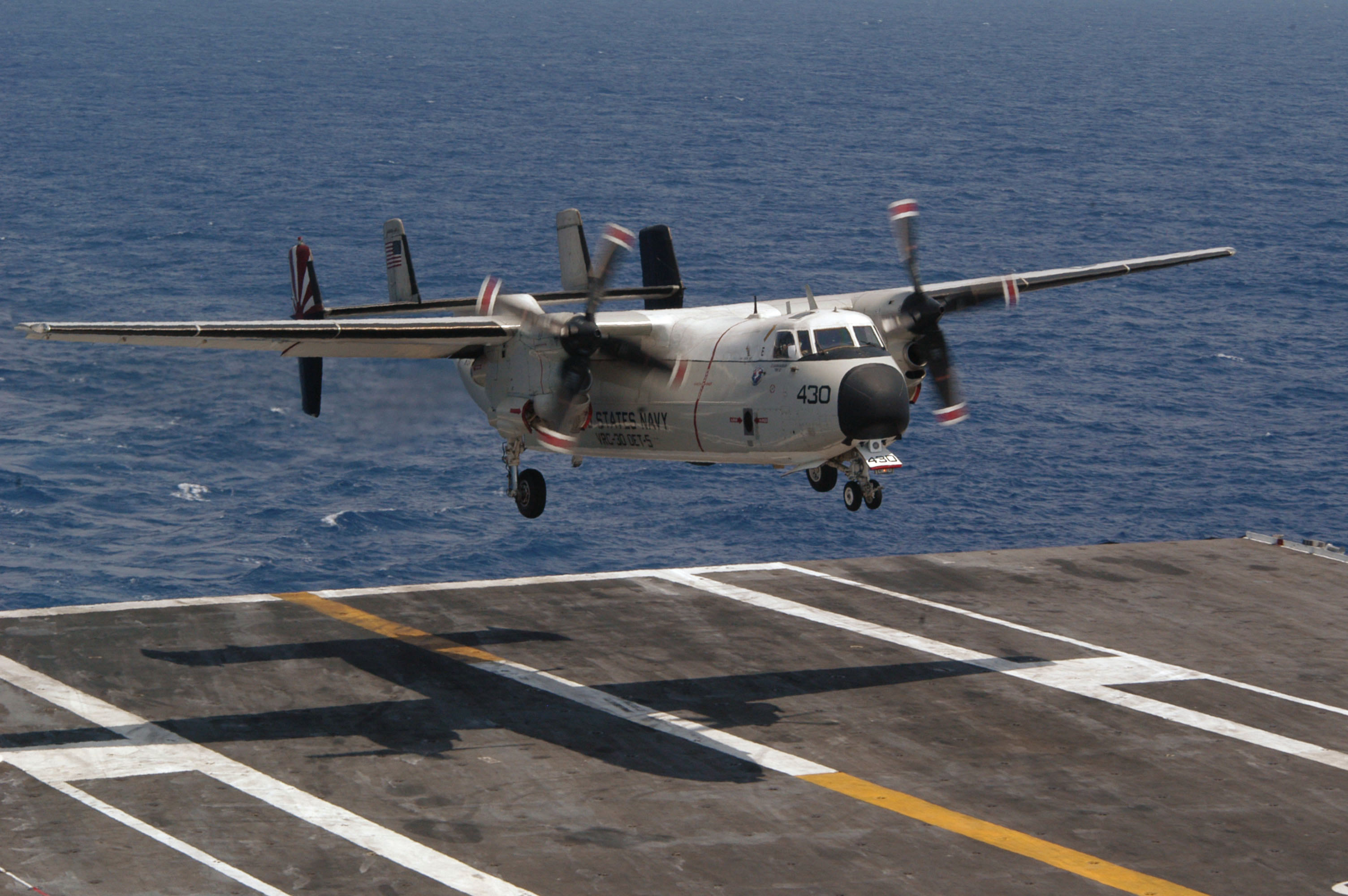
C-2 수송기가 키티호크급 항공모함에서 착륙중이다.

C-2 그레이하운드(Grumman C-2 Greyhound)는 그러먼이 제작한 최대이륙중량 27톤인 미 해군의 항공모함용 수송기이다. 미 해군, 프랑스 해군 등에서 사용중인 항공모함용 E-2 호크아이 조기경보기를 수송기로 개조했다.

## 제원 (Reprocured C-2A)

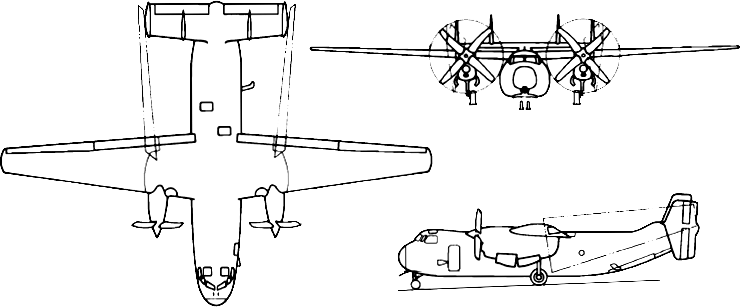
Orthographically projected diagram of the C-2A Greyhound

정보의 출처: NAVAIR Performance Summary
일반 특성
- 승무원: 2 pilots, 2 aircrew
- 용량: 26 passengers, 12 litter patients
- 화물탑재량: 10,000 lb (4,536 kg)
- 길이: 56 ft 10 in (17.30 m)
- 날개폭: 80 ft 7 in (24.60 m)
- 높이: 15 ft 10½ in (4.85 m)
- 날개면적: 700 ft² (65 m²)
- 공허중량: 33,746 lb (15,307 kg)
- 탑재중량: 49,394 lb (22,405 kg)
- 유효탑재량: 20,608 lb (9,350 kg)
- 최대이륙중량: 60,000 lb (27,216 kg)
- 엔진: 2× Allison T56-A-425 turboprops, 4,600 shp (3,400 kW)  각각

성능
- 최대속도: 343 knots (394 mph, 553 km/h) at 12,000 ft (3,660 m)
- 순항속도: 251 knots (289 mph, 465 km/h) at 28,700 ft (8,750 m)
- 실속속도: 82 knots (94 mph, 152 km/h) at idle power
- 항속거리: 1,300 nm (1,496 mi, 2,400 km)
- 상승한도: 33,500 ft (10,210 m)
- 상승률: 2,610 ft/min (13.3 m/s)
- 날개하중: 77.6 lb/ft² (378.9 kg/m²)

## 같이 보기
- E-2 호크아이
- S-3 바이킹